# Biblioterapia
La biblioterapia, o libroterapia è un metodo di terapia che ricorre alla lettura di libri. Attraverso l'analisi del soggetto, il terapista è in grado di selezionare un libro adatto alla situazione dell’utente. L'individuo, leggendo, attua un processo di introspezione che lo induce a riflettere su di sé.

## Il termine
Il termine Biblioterapia venne usato per la prima volta dal teologo americano Samuel Crothers nel 1916, ministro della Chiesa Unitaria Universale alla First Parish in Cambridge (Massachusetts), che parla della possibilità di utilizzare i libri come metodo di guarigione nel suo saggio A literary clinic, pubblicati su The Atlantic Monthly.
La parola biblio (dal greco biblion) indica lo strumento in questione, ovvero il libro. La parola terapia (dal greco oepatteid) indica il metodo o i mezzi che vengono attuati per la guarigione di malattie e patologie specifiche. 

## Storia

### Antichità
L'ipotesi che la lettura potesse portare a effetti benefici risale all'Antica Grecia. Apollo, il figlio di Zeus, è il Dio della poesia. Allo stesso tempo era anche Dio della medicina. Infatti, nella cultura greca questi due elementi sono posti in una relazione diretta. 
Un'altra testimonianza risale all'età ellenistica,  ovvero un'iscrizione all'entrata della famosa biblioteca che si trova in Alessandria d'Egitto, su cui era incisa la frase: “Ospedale dell'anima”.
Più procede la storia e sempre più la lettura viene integrata e posta a fianco della medicina. Sempre in Egitto, è stato riportato che nel 1272 in un ospedale del Cairo venivano letti brani del Corano a fini curativi.

### Aristotele e la catarsi
La maggior parte degli studiosi che si sono interessati al tema della biblioterapia, analizzandola si sono rifatti al concetto di catarsi, affrontata nel trattato Poetica di Aristotele. La catarsi è un fenomeno psicologico che si ricollega alle passioni dell'essere umano, principalmente alla tragedia. L'uomo attraverso la visione di uno spettacolo teatrale dovrebbe essere in grado di immedesimarsi completamente nei personaggi, vivendo in modo diretto le loro stesse emozioni ed esperienze. L'imitazione del reale permette così un processo di liberazione dalle proprie passioni. Il concetto principale di biblioterapia è lo stesso: l'immersione personale in un'esperienza imitativa e di conseguenza, l'apprendimento e comprensione di tale esperienza. 
Uno degli studi in cui la catarsi svolge un ruolo centrale, è la tesi di Caroline Shrodes presentata nel 1949. Fu la prima ad analizzare e sistematizzare concretamente il metodo biblioterapico suddividendolo in tre principali fasi: identificazione, catarsi e introspezione. L'identificazione è la fase iniziale e prevede l'immedesimazione del lettore con i personaggi della trama. È fondamentale che il lettore si rispecchi in ciò che legge e che trovi delle affinità con un personaggio, immedesimandosi a tal punto da iniziare a pensare cosa farebbe al suo posto. Segue la catarsi, che per Aristotele significa la purificazione dell'anima, interpretata più come un distaccamento dal pensiero precedente del lettore per far spazio ad un pensiero completamente innovativo. Nel momento in cui questo cambiamento si stabilizza e si mantiene nel tempo, parliamo di introspezione. 

### Diciottesimo secolo
L'utilizzo della biblioterapia nel XVIII secolo avviene in ambito psichiatrico negli Stati Uniti d'America. Per via di una rigidità scientifica e una tendenza conservatrice che dominava questi tempi, secondo la quale leggere non solo non era un'attività che desse benefici, ma considerata addirittura dannosa, la biblioterapia non era di certo una pratica ben vista. Le letture religiose invece erano viste in modo positivo. Molti ospedali psichiatrici però, avendo riconosciuto l'utilità della lettura di romanzi, articoli e altro, avevano istituito al loro interno delle biblioteche rivolte ai pazienti ricoverati, poiché la lettura fosse considerata parte della cura. L'utilizzo della lettura era ben diverso da quello moderno, infatti, era adoperata perlopiù per far distrarre e rilassare i pazienti distogliendo la loro attenzione da pensieri ossessivi.

### Inizio novecento
Il concetto di biblioterapia inizia a prendere forma all'inizio del XX secolo. Essa veniva applicata principalmente come metodo di riabilitazione dei soldati che presentavano disturbi post-traumatici causati dalle battaglie della prima guerra mondiale. 
La vera e propria nascita della biblioterapia si colloca intorno agli anni 30' negli Stati Uniti, quando lo psichiatra William C. Menninger, insieme al fratello Karl, inizia a prescrivere ai pazienti della sua clinica privata la lettura di libri, i cui contenuti riguardavano perlopiù la psicoanalisi o la psichiatria. Menninger scrive un articolo in cui descrive il metodo d'applicazione e i risultati dell'utilizzo di libri come mezzo di guarigione, senza tralasciare il ruolo fondamentale del bibliotecario.

### Storia della biblioterapia in Italia
In Italia la pratica della biblioterapia, rispetto ai paesi anglosassoni, si sta diffondendo. Un motivo per cui è una pratica arrivata in ritardo rispetto ad altri paesi, è il fenomeno di analfabetismo che preoccupava l'Italia nel ventesimo secolo.
Un altro è la forte presenza della chiesa cattolica in Italia, che scoraggiava la scelta autonoma di libri e mantenne il latino come lingua liturgica fino al 1965.

## Obiettivi
Gli obiettivi che si pone la biblioterapia sono lo sviluppo della consapevolezza di sé, l'incremento dell'autostima, l'assertività, il miglioramento della capacità di comunicazione, il potenziamento delle capacità di adattamento e anche la crescita culturale dell'individuo. Attraverso la biblioterapia un individuo dovrebbe essere in grado di attuare un processo di crescita personale.
Spesso viene anche affiancata alla biblioterapia un'altra tecnica, ovvero la scrittura della propria autobiografia. Questo consente all'individuo di specificare ed oggettivare le proprie emozioni. Così facendo emergono i punti critici e fatti che saranno il punto di partenza del percorso terapeutico.
La biblioterapia non si pone come scopo quello di capire il significato di un libro, bensì le dinamiche e le riflessioni che i romanzi suscitano nell'individuo. Si tratta di consapevolizzare il soggetto di alcuni aspetti che non riesce a far emergere da sé o in terapia, bensì solo attraverso l'identificarsi con un personaggio e percorrendo parallelamente ed indirettamente ad esso le esperienze utili alla presa di coscienza della propria condizione.

## Efficacia

### Neuroni specchio
Uno dei principali motivi per cui la biblioterapia ha iniziato a prendere piede seriamente nell'ambito della psicologia, è per via degli studi che si sono condotti sui neuroni specchio. Studi simili hanno mostrato che la lettura di romanzi è generatrice di empatia. Questo accade perché la lettura di una parola, come ad esempio un verbo, attiva nel cervello gli stessi stati mentali che si attiverebbero al compimento di tali azioni. Leggere è fondamentalmente una simulazione del reale. Ciò teoricamente proverebbe l'efficacia della biblioterapia.
Gli studi dello psicologo Raymond A. Mar, della York University di Toronto, hanno mostrato che le persone appena leggono un racconto rispondono meglio ai test sulle interazioni sociali, rispetto alle persone che avevano soltanto letto un articolo di giornale. Infatti, le storie attivano gli stessi procedimenti cognitivi utilizzati dall'encefalo umano nell'interazione con altri individui. Questo processo psicofisiologico porta ad un senso di rilassamento e apre la mente a nuovi paesaggi indotti dalla narrazione.

### Effetti sul paziente con disturbi
È importante tenere conto che la lettura di romanzi può essere efficace nel momento in cui viene affiancata a un percorso psicoterapeutico. Essa non guarisce disturbi specifici, ma aiuta il paziente a elaborare e ad approfondire diversi aspetti svolti in terapia. 
Diversi studi hanno dimostrato a livello statistico che la lettura di libri stimola nell'individuo aspetti cognitivi e affettivi. La lettura, infatti, tiene in allenamento la mente e favorisce l'attività cognitiva. Questo aspetto è fondamentale soprattutto per chi soffre di depressione, condizione che presenta sintomi come la passività sia fisica che mentale. È stata anche riscontrata una buona efficacia per il trattamento di disturbi dell'orgasmo femminile. Le cause principali di questo disturbo sono convinzioni e visioni distorte del rapporto sessuale. I manuali di autoaiuto educano e informano la paziente da questo punto di vista. Questo vale anche per altri disturbi come ad esempio la dipendenza da alcol, gli attacchi di panico, l'autolesionismo, la bulimia nervosa e tante altre. Recenti studi hanno applicato anche la biblioterapia su pazienti aventi malattie non di tipo psicologico, bensì organiche. La lettura non cura direttamente una malattia come il cancro, ma può migliorare l'atteggiamento ottimista per affrontare la terapia. Inoltre migliora il rapporto coi medici e con la malattia stessa.
La biblioterapia, inoltre, permette di esprimere emozioni represse, perché la persona, leggendo, si immedesima a tal punto da provare le stesse esperienze dei personaggi. Ciò permette una presa di coscienza maggiore e porta a risultati migliori nel corso della terapia. 
È fondamentale, dunque, che il terapeuta sappia selezionare il libro adatto allo sviluppo cognitivo ed emotivo del paziente.

### Effetti sui bambini
La lettura di libri è molto efficace per i bambini, soprattutto per quanto riguarda l'insegnamento di regole morali e comportamentali. La lettura è una risorsa importante che può prevenire fenomeni di bullismo e di disturbi comportamentali, e aiuta a sviluppare capacità nel problem solving. 
Persino la lettura ad alta voce può essere altamente benefica per lo sviluppo cognitivo di un bambino. Infatti aiuta a sviluppare l'immaginazione, la sensibilità e d'altro canto porta a un incremento del bagaglio linguistico. Se la lettura viene coltivata e praticata anche con la crescita rafforza capacità di riflessione e comunicazione.

### Effetti sugli anziani
La lettura aiuta gli anziani a trovare una routine e un senso di quotidianità, per contrastare la passività che contraddistingue la vecchiaia. Attraverso le storie l'anziano è in grado di ritrovare il filo della propria esistenza. È importante anche per mantenere la mente attiva, stimolando la memoria, le facoltà cognitive e coltivare l'uso del lessico, che nel corso dell'invecchiamento va scemando.

## Metodi di approccio
La biblioterapia prevede due accezioni.

### Psicoterapia
Nella psicoterapia la lettura di libri viene utilizzata come una specie di compito che il soggetto deve svolgere in modo da seguire una linea col trattamento previsto dal terapeuta. I contenuti del libro prescritto possono aiutare il soggetto in modo da promuovere una crescita cognitiva e socio-affettiva. In sostanza la lettura è una componente integrativa volta al completamento della terapia intrapresa dallo psicoterapeuta e deve aiutare nell'elaborazione dei contenuti cognitivi ed emotivi nel percorso della terapia.

### Autoaiuto e autocura
Quando si parla di autocura e autoaiuto, si parla dell'obbiettivo della biblioterapia di educare e formare singoli individui e gruppi. L'autoaiuto verte sulla collaborazione e la partecipazione per promuovere cultura e salute per la crescita individuale a livello di autocura e consapevolezza. Consiste nel suggerimento di letture specifiche, in particolare manuali cosiddetti di autoaiuto, i cui contenuti riguardano le patologie e i disturbi che si vogliono trattare. Questi manuali hanno l'obbiettivo di formare l'individuo per quanto riguarda la propria condizione e, inoltre, suggerire delle tecniche di psicoterapia che possono eseguire anche in assenza del proprio terapeuta. Questo metodo è efficace soprattutto per chi soffre di disturbi come depressione e ansia.

### Tecnica
I libri vengono selezionati in base a tre criteri principali: il tipo di setting, il tipo e gravità della patologia e il tipo e pervasività dei comportamenti disfunzionali. È sempre preferibile scegliere libri scritti in lingua semplice e con contenuti che favoriscano la cosiddetta intelligenza emotiva.
È importante selezionare libri adatti, in quanto contenuti non appropriati al caso clinico specifico di un paziente potrebbero portare ad un aggravamento delle sue condizioni. La prescrizione del libro funge come una specie di compito a casa. I contenuti all'interno del libro che vengono appresi dal paziente vengono, poi, al momento della terapia, rielaborati in modo più sistematico (sia in sedute individuali che nei gruppi di sostegno).
I rischi possono riguardare manuali di auto-aiuto che promettono una guarigione lampo. Sono pericolosi proprio perché fanno credere il paziente di poter guarire immediatamente, soltanto attraverso la loro lettura. 
Inoltre, fortemente sconsigliati sono due tipi di libri: gli horror e i libri con contenuti di pseudo-erotismo. I primi possono essere controproducenti per il controllo dell'aggressività del paziente. I secondi sono carichi di finzione e di sessualità spinta che non aiutano il paziente a trovare un equilibrio sessuale.

### Gruppi di biblioterapia
I gruppi di biblioterapia sono gruppi di sostegno collettivo che vedono come mezzo di riflessione e di interazione tra i partecipanti la lettura di poesie, romanzi, diari, lettere, aforismi e altre forme di scrittura. La funzione di questi gruppi è riportare le proprie opinioni su ciò che si è letto e ripercorrere insieme la lettura. Spesso i membri del gruppo hanno il bisogno di raccontare le proprie esperienze parallelamente a quelle dei personaggi. Gli obiettivi che si pongono i gruppi di biblioterapia sono il benessere interiore e l'arricchimento culturale. I gruppi di lettura aiutano a superare fasi di crisi e di difficoltà personali.